# Hesteracer
 Der er for få eller ingen kildehenvisninger i denne artikel, hvilket er et problem. Du kan hjælpe ved at angive troværdige kilder til de påstande, som fremføres i artiklen.

Der findes antagelig omkring 500 hesteracer i verden, hvoraf cirka 100 kan regnes som mere eller mindre almindelige. Heste kan inddeles på mange måder. En helt grundlæggende inddeling er at skelne mellem små og store hesteracer. Hesteracer med en typisk skulderhøjde på mindre end 148 cm, defineres som ponyer. Ponyer inddeles imidlertid yderligere efter størrelse, idet forskellene kan være store.
Heste udvikledes over 50 millioner år fra den lille skovboende Eohippus, som havde fire tæer på forbenene og tre på bagbenene. Den originale heste blev sandsynligvis tæmmedet i Asien for cirka 5.000-6.000 år siden, og avledes igennem kunstig selektion til de racer, der findes i dag.
Store heste grupperes gerne i to hovedtyper, efter kropsform og temperament, ofte betegnet henholdsvis varmblods- og koldblodsheste. Varmblodshestene underinddeles i såkaldte fuldblods- og halvblodsheste. Disse grupper omfatter ofte de bedste og hurtigste ridehestracer og varmblodstravere. Koldblodsheste har traditionelt været store og stærke arbejdsheste, som har været i brug som trækheste. Det findes imidlertid også et eget miljø indenfor hestesporten for koldblodsheste, blandt andet indenfor travsporten.[kilde mangler]
Heste kan også grupperes efter deres anvendelse, for eksempel som rideheste, køreheste, travheste, trækheste, arbejdsheste, militærheste, familieheste med mere.
For heste som for andre husdyr gælder, at der for at fremme racerne og deres egenskaber udføres et omfattende avlsarbejde, fx ved hjælp af stutterier. I Danmark kan nævnes knabstrupperen, der havde sin storhedstid i midten af 1800-tallet. Racen opstod som en genetisk afvigelse der giver pletter hos “Flæbehoppen” på Knabstrupgaard, der var en krydsning mellem en Frederiksborg-hoppe og en efterladt spansk hest fra krigstiden.
Særlig avlsforsøg med specielle farver såsom hvid og blå (!) faldt imidlertid uheldigt ud(det “blå” gen medfører sterilitet!), og landstutterierne blev nedlagt ved husdyrloven af 1862.
For at forhindre uheldig indavl bruges et avlsregister, og for heste, hvis aner er vigtige at kunne fastslå, føres stamtavler.
Hesteracer inddeles yderligere typisk i følgende 4 kategorier:
- Fuldblod (engelsk og arabisk)
- Travere (ride- og køresport)
- Svære heste (trækheste)
- Ponyer (mindre end 148 cm i højden).

Bortset fra ponyer kan hestene typisk nå en højde på 220 cm.[kilde mangler] Vægten på heste svinger meget alt efter hvilken race der er tale om. En fuldvoksen hest vil dog typisk veje mellem 380-1.000 kg. Heste af racen Shire, den højeste og tungeste hest, kan dog opnå en vægt på omkring 1.200 kg.
Shirehesten har en trækkraft på op mod 5 ton, og derfor har den tidligere været en meget populær trækhest i f.eks. industri, landbrug og transport.
Modne tamheste vil typisk blive mellem 20-35 år gamle. Dog er der registreret heste, som er blevet væsentligt ældre. Både hestens race, men også dens livsbetingelser har en stor påvirkning på, hvor mange år hesten bliver.
Der findes mange forskellige hesteracer, som alle varierer i størrelse, aktivitetsniveau og egenskaber. Blandt de mere populære hesteracer i Danmark kan bl.a. nævnes:
- Shire
- Holstener
- Shetlandspony
- Dansk Varmblod
- Frieser
- Islandsk hest
- Jysk hest
- Belgier
- Fjordhest
- Pinto
- New Forest-pony
- Oldenborger